# هيلين غولدن
هيلين غولدن (بالإنجليزية: Helen Golden) هي عداءة سريعة بريطانية، ولدت في 16 مايو 1953 في إدنبرة في المملكة المتحدة.

## وصلات خارجية
- هيلين غولدن على موقع ThePowerOf10.info (الإنجليزية)
- هيلين غولدن على موقع أوليمبيديا (الإنجليزية)
- هيلين غولدن على موقع اتحاد ألعاب الكومنولث (مؤرشف) (الإنجليزية)